# هیتگودا والپولا
هیتگودا والپولا (به لاتین: Hitgoda Walpola) یک منطقهٔ مسکونی در سری‌لانکا است که در استان مرکزی (سری‌لانکا) واقع شده‌است.